# 阿蘇山公園道路
阿蘇山公園道路（あそざんこうえんどうろ）は、熊本県阿蘇郡南阿蘇村から阿蘇市に至る有料道路である。

## 概要
阿蘇郡南阿蘇村大字中松から阿蘇市黒川に至る。
阿蘇山の山上広場から中岳火口付近の駐車場まで向かうことができる。自然公園法に基づき「阿蘇山公園道路の設置及び使用料徴収条例」を制定し公園道路として阿蘇市が管理している。

### 路線データ
- 起点：熊本県阿蘇郡南阿蘇村大字中松（阿蘇山頂広場、熊本県道298号阿蘇公園下野線・熊本県道299号草千里浜栃木線起点）
- 終点：熊本県阿蘇市黒川

## 路線状況

### 通行料金
料金が次の通り、2024年（令和6年）4月1日より改定された。
| 区分               | 料金    |
| ------------------ | ------- |
| 自転車             | 無料    |
| 二輪車（原付含む） | 400円   |
| 軽自動車           | 1,000円 |
| 普通車             | 1,000円 |
| マイクロバス       | 2,800円 |
| 中型バス           | 3,300円 |

料金は往復料金。行き止まりの道なので、片道料金は存在しない。出入口が分離されており、入口で徴収される。利用可能時間は季節によって異なる。夜間は閉鎖される。

## 地理

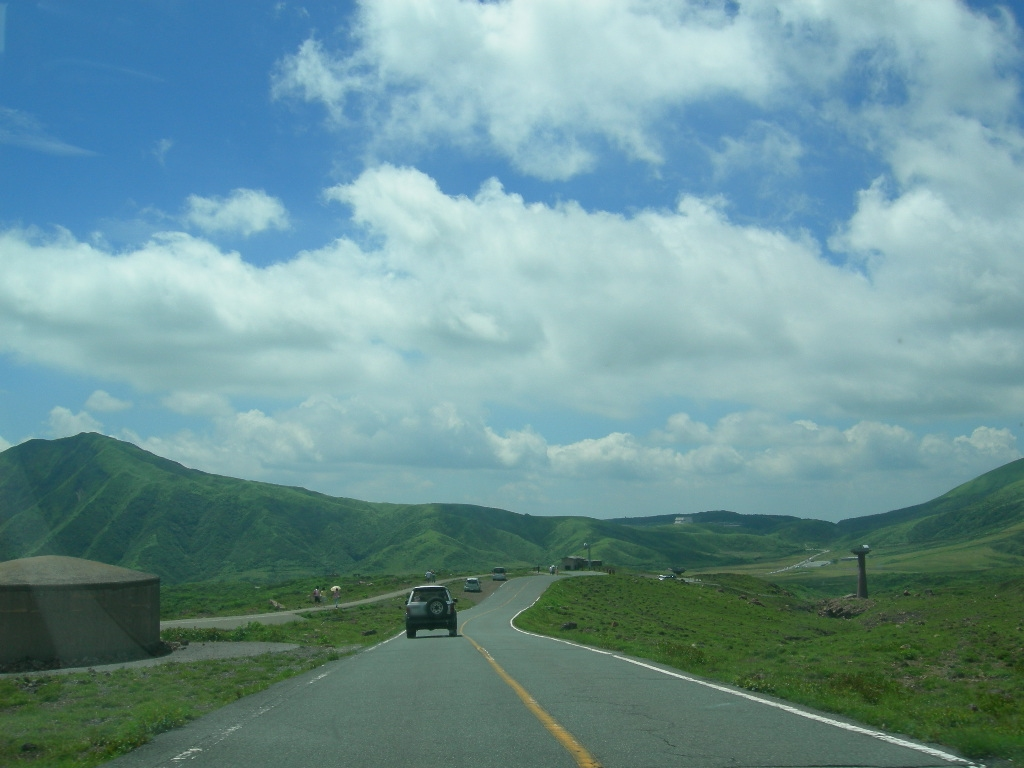
阿蘇山公園道路（熊本県阿蘇市）

阿蘇登山道路が有料道路としていた頃（2000年（平成12年）に無料開放）は存在するものも含めて日本で唯一有料道路の中にある有料道路であった。

### 通過する自治体
- 阿蘇郡南阿蘇村
- 阿蘇市

### 交差する道路
| 交差する道路                                            | 交差する場所 | 交差する場所 |
| ------------------------------------------------------- | ------------ | ------------ |
| 熊本県道298号阿蘇公園下野線 熊本県道299号草千里浜栃木線 | 大字中松     | 起点         |

## 注意すべき事項
- 阿蘇山周辺には強い火山ガス（二酸化硫黄等）が絶えず流れ出ているため、気管支喘息や心疾患等持病がある者、体調のすぐれない者等の通行は、健康上の問題から登山厳禁とされる[3][4]。
- 火山ガスの濃度が一定基準を超えた場合、直ちに閉鎖される。ただし、一部を除き開放されている事もある[注釈 3]。ただし、この場合、火口を直接見ることは出来ないが[5]、新たにEゾーンが完成したため、火口へ登れる機会は以前より増えると思われる。
- 濃霧時も安全上の理由で登山が規制される場合がある。また、火山性微動や山体膨張の観測等、阿蘇山の活動が活発化する恐れがある場合において、気象庁により阿蘇山の噴火警戒レベルが2以上に引き上げられた場合、規制（1次規制）が発令され登山禁止となる。
- 道路と並行して登山道が設置されているが、開門前および火山ガス規制・濃霧規制等が発令された場合、高岳や中岳頂上を目指す登山であっても立ち入ることは出来ない。